# Three Lions
Three Lions, conosciuto anche come Three Lions (Football's Coming Home), è un brano pubblicato nel maggio 1996 come singolo da Baddiel, Skinner and the Lightning Seeds per celebrare la nazionale di calcio dell'Inghilterra che quell'anno ospitava i campionati europei. La musica fu scritta da Ian Broudie dei Lightning Seeds, mentre i comici David Baddiel e Frank Skinner, presentatori dello spettacolo comico a tema calcistico Fantasy Football League, scrissero il testo. Tutti e tre (con i Lightning Seeds che a volte furono un progetto solistico di Broudie, a volte un gruppo al completo) cantarono le parti vocali.
Il titolo (tre leoni) deriva dallo stemma della nazionale di calcio inglese, il quale deriva a sua volta dallo stemma dell'Inghilterra. Questa è una delle tre canzoni ad avere raggiunto la testa delle classifiche inglesi con differenti testi (le altre sono "Mambo No. 5" (nelle versioni di Lou Bega e Bob the Builder) e "Do They Know It's Christmas?" (di Band Aid, Band Aid 20 e Band Aid 30). Riappare regolarmente nelle prime posizioni delle classifiche dei singoli in occasioni dei maggiori tornei calcistici estivi.
La canzone è stata descritta come l'inno de facto del calcio inglese dal 1996. Il ritornello, con il ripetuto "It's coming home", è diventato un canto popolare tra i tifosi alle partite dell'Inghilterra negli anni successivi.

## Temi
Il testo, diversamente dalla maggior parte della canzoni a tema calcistico, non è ispirato dall'ottimismo per la vittoria ma dalla costante serie di delusioni e fallimenti della nazionale di calcio inglese dopo il suo unico successo nel campionato mondiale del 1966. Tuttavia, tali ripetuti fallimenti non hanno tolto la speranza che la nazionale inglese possa tornare alla gloria ("Three lions on a shirt / Jules Rimet still gleaming / Thirty years of hurt / never stopped me dreaming").
L'introduzione della canzone è aperta dalle esibizioni di pessimismo da parte di esperti calcistici:
- "I think it's bad news for the English game." (Alan Hansen)
- "We're not creative enough; we're not positive enough." (Trevor Brooking)
- "We'll go on getting bad results." (Jimmy Hill)

Malgrado i fallimenti del passato, ogni torneo è salutato dai tifosi inglesi con la speranza di vittoria: "I know that was then, but it could be again", mentre il ritornello dichiara: "It's coming home, it's coming home, it's coming, football's coming home" che si riferisce, come lo slogan del torneo, "Football comes home", al calcio che torna a casa, in riferimento all'invenzione del calcio moderno in Inghilterra.

## Riferimenti
La canzone fa riferimento agli eroi calcisti inglesi e a famosi momenti del passato, nello specifico:
- Bobby Moore – "That tackle by Moore" – il tackle sull'attaccante brasiliano Jairzinho nel campionato del mondo 1970
- Gary Lineker – "When Lineker scored" – il gol del pareggio contro la Germania Ovest nella semifinale del campionato del mondo 1990
- Bobby Charlton – "Bobby belting the ball" – il gol dalla distanza contro il Messico nel campionato del mondo 1966
- Nobby Stiles – "And Nobby dancing" – il giro di campo con il trofeo dopo la vittoria nella finale del 1966

## Successo
Il fenomeno del Britpop era al suo apice nel 1996 e i Lightning Seeds erano uno dei gruppi di maggior rilievo, così il loro coinvolgimento diede alla canzone un'attrattiva ancora maggiore. Essa raggiunse la prima posizione in classifica mentre l'Inghilterra giungeva sino alla semifinale, con gli stadi di tutta la nazione che la intonavano dopo le vittorie su Scozia, Paesi Bassi e Spagna. Fu così popolare che anche le altre squadre la apprezzarono. L'Inghilterra affrontò la Germania nella semifinale e Jürgen Klinsmann disse che gli stessi tedeschi intonarono la canzone in direzione dello stadio e che la folla tedesca cantò la canzone durante la parata per la vittoria a Francoforte. Come risultato il singolo raggiunse la posizione numero 49 nelle classifiche tedesche. La canzone fu in seguito cantata dai tifosi tedeschi nella prima apparizione nel nuovo Wembley nel 2007 e si sente di frequente nelle stazioni radio tedesche.
La versione originale viene trasmessa regolarmente dalle stazioni inglesi durante i maggior tornei calcistici. È stata adottata come coro da stadio ed occasionalmente cantata durante le partite dell'Inghilterra contro avversari internazionali. Quando fu cantata dai tifosi inglesi durante la Coppa del mondo 2006 dopo il vantaggio sul Paraguay, il commentatore John Motson affermò: "Tra le canzoni sul calcio, Three Lions è certamente la migliore". Al giugno 2018 la canzone ha venduto 1,6 milioni di copie nel Regno Unito.
Three Lions è tornata in classifica al numero 10 durante il campionato mondiale del 2010. Un totale di cinque diverse versioni erano tra le prime 100 all'epoca.
La canzone tornò al numero uno nella UK Singles Chart nuovamente nel 2018 quando l'Inghilterra raggiunse le semifinali dei mondiali di quell'anno, con la frase "it's coming home" che si diffuse prepotentemente nei social media. In tale modo divenne la prima canzone nella storia del Regno Unito a raggiungere in quattro diverse occasioni la prima posizione.
Un altro vistoso successo si ebbe durante il campionato europeo del 2020, nel quale gli inglesi riuscirono ad arrivare fino in finale, poi persa contro l'Italia. Particolarità della competizione era che la finale di quel campionato europeo itinerante si giocò al Wembley Stadium (che ospitò oltremodo altre partite casalinghe dall'Inghilterra nello stesso torneo), questo diede modo di far tornare al successo questa canzone, soprattutto grazie ai social media.

## Critiche
La canzone è stata criticata per essere sciovinista e trionfalistica, in particolare durante la Coppa del mondo 2018.